# Fama (mitologia)

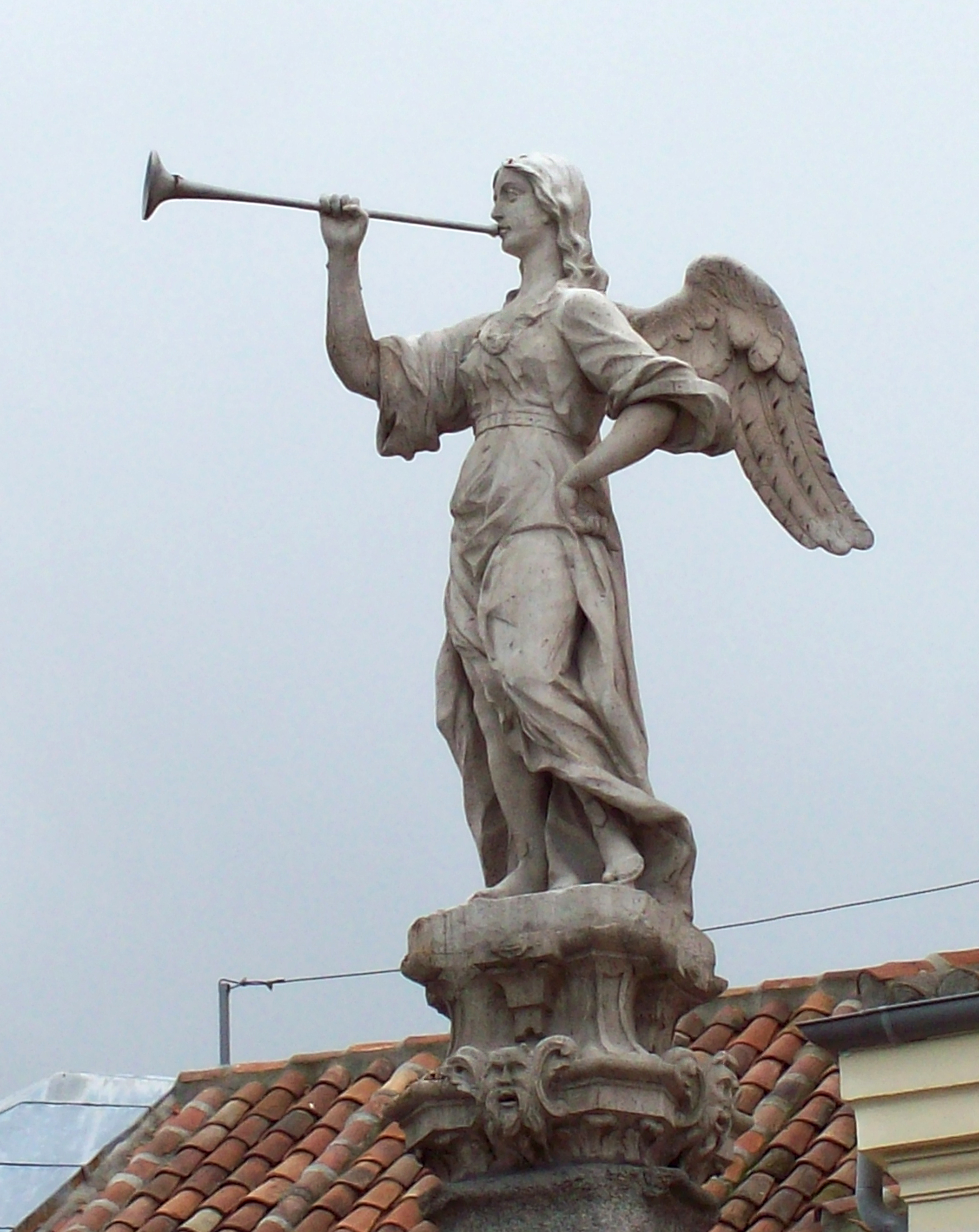
Fama (Juan Bautista, 1732).

Fama (dal latino fari che significa parlare), personificazione della voce pubblica nella mitologia romana, era una divinità allegorica.
Della sua personificazione parla Virgilio immaginandola creata dalla Terra dopo Ceo ed Encelado.
La si immaginava come un mostro alato gigantesco capace di spostarsi con grande velocità, coperto di piume sotto le quali si aprivano tantissimi occhi per vedere; per ascoltare, usava un numero iperbolico di orecchie e diffondeva le voci facendo risuonare infinite bocche nelle quali si agitavano altrettante lingue.
Questo mostro alato rappresentava allegoricamente le dicerie che nascono, si diffondono, acquistano credibilità, non fanno distinzione tra vero e falso, amplificano e distorcono a piacimento i fatti.
Anche Ovidio ne dà un'ampia descrizione nel libro XII de Le metamorfosi, collocandola ai confini della terra, all'interno di un edificio bronzeo, con un numero elevatissimo di entrate, nelle quali riecheggiavano tutti i vocaboli, anche quelli appena bisbigliati.
Dal Rinascimento viene rappresentata come una figura femminile alata: suo specifico attributo è una tromba dritta ma a volte porta in mano un ramo di palma o una corona d'alloro. che può portare a confonderla con la personificazione della Vittoria alla quale, peraltro, spesso si accompagna.